# 代代橙
代代橙（學名: Citrus aurantium）是芸香科柑橘屬的一種植物，為常綠樹，果實約在12月成熟。在日本，代代橙常被用作新年裝飾，作為家庭世代相傳的象徵。代代橙原產於南亞，後傳入長江流域地區，再傳至日本。

## 名稱
據說由於此植物能多年結果，因此其名稱為代代橙，有世代繁榮的意思。亦有人稱其為回青橙。

## 特徵
代代橙原產於印度和喜馬拉雅山脈，後來它從中國傳入日本。 它也傳播到歐洲並被栽培為“苦橙”或“酸橙”。
在日本，其主要產地為靜岡縣伊豆半島和和歌山縣田邊市。 大多數用於新年裝飾，但近年來其消費量不斷下降，因此現在多數被加工成柚子醋和其他產品。
它是一種常綠小喬木，高4至5米，枝條上有刺。 開花季節是初夏（五月至六月）。 一到幾朵五瓣白花在枝尖綻放[5]，果實在冬季成熟，成熟果實的顏色為橙色。 葉柄有翅，在與葉片的邊界處有一個收縮。 果實直徑7至8厘米，越冬後不從樹上脫落，並在樹枝上保留2至3年。 冬天，果實變成橙黃色，但如果不採收，第二年夏天它會再次變綠，當冬天再次到來時，果實會變成橙黃色。

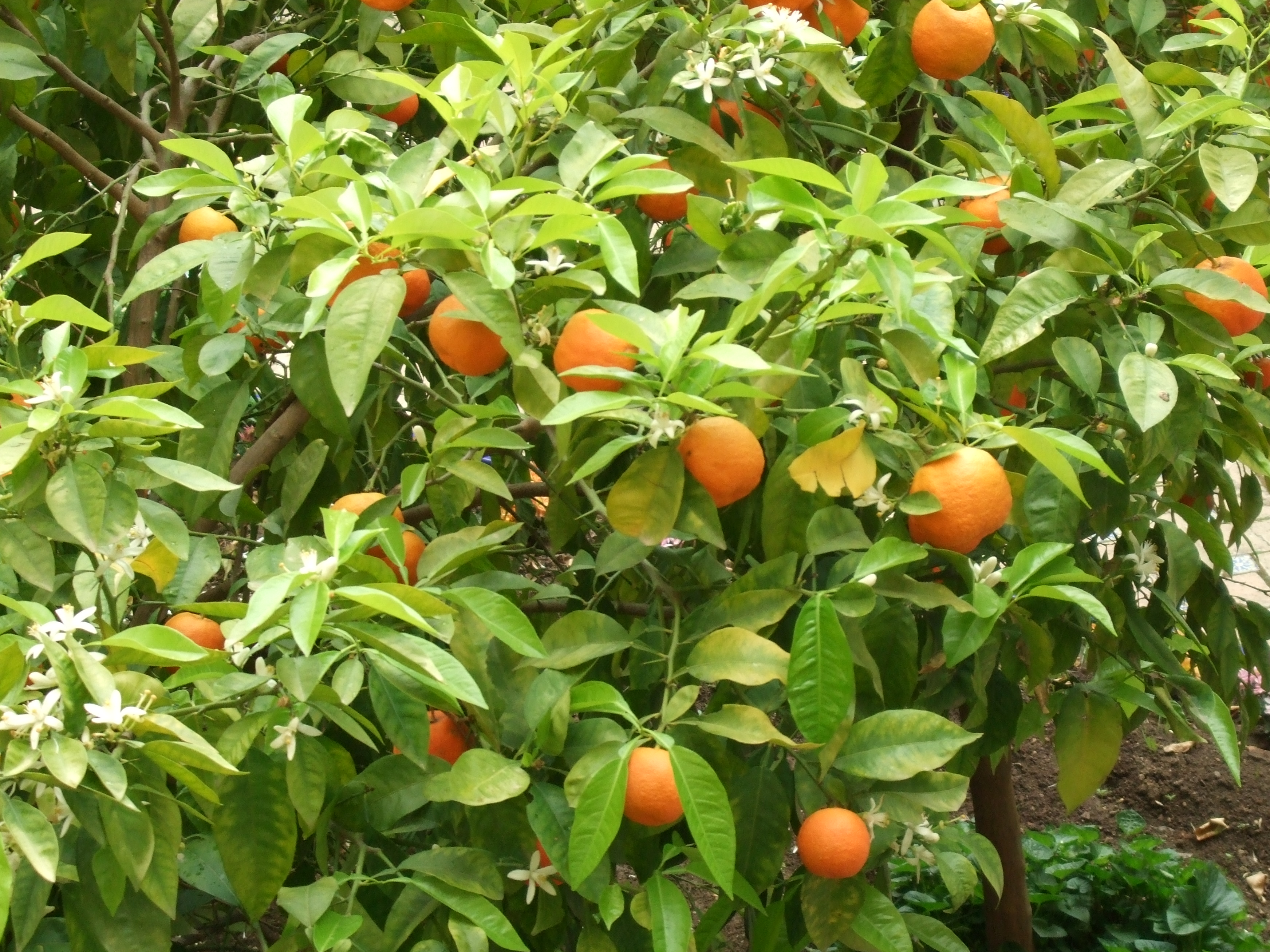
西班牙塞維利亞王宮的代代橙（苦橙）
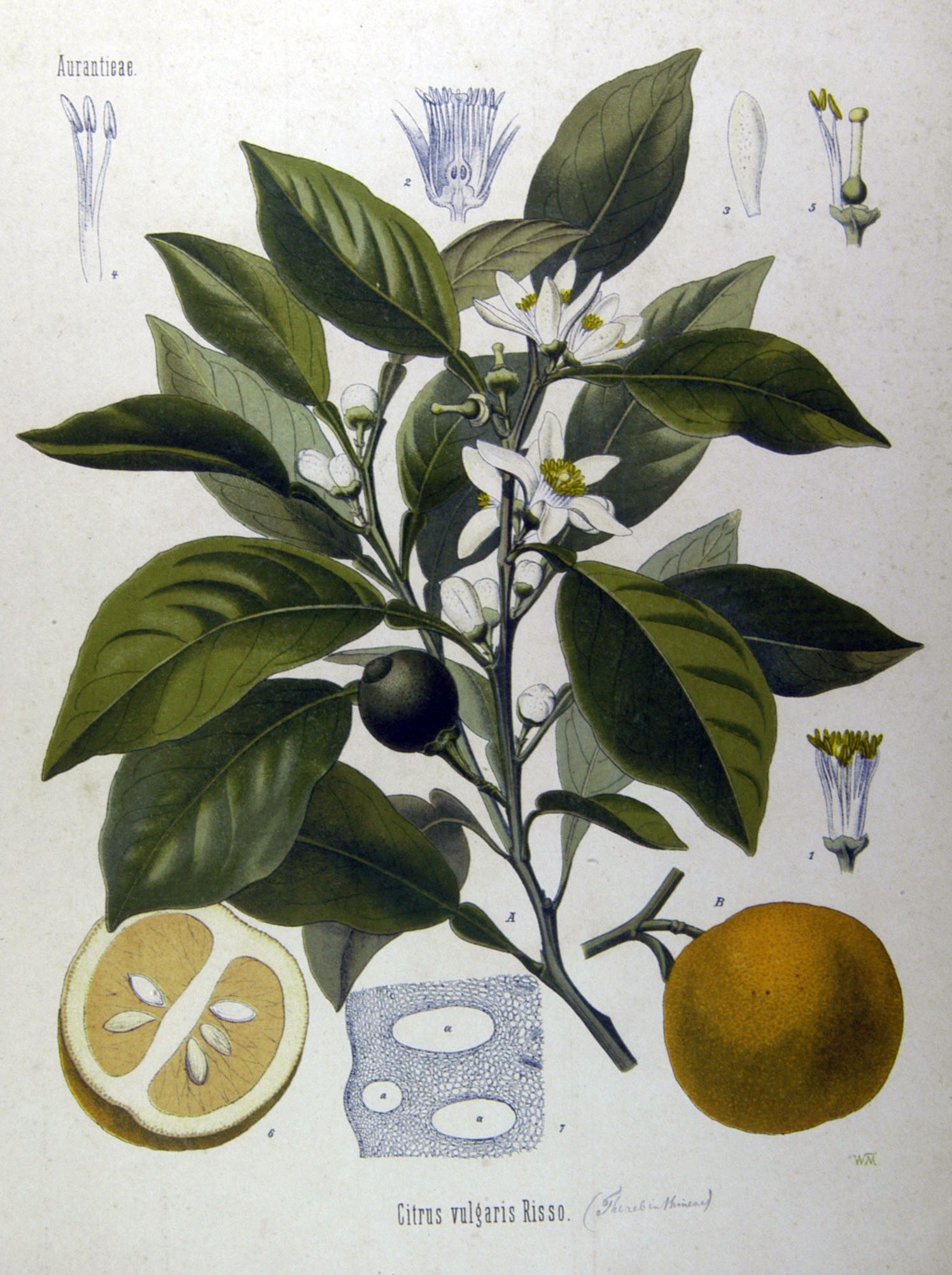
科勒藥用植物中的代代橙繪圖

## 用途

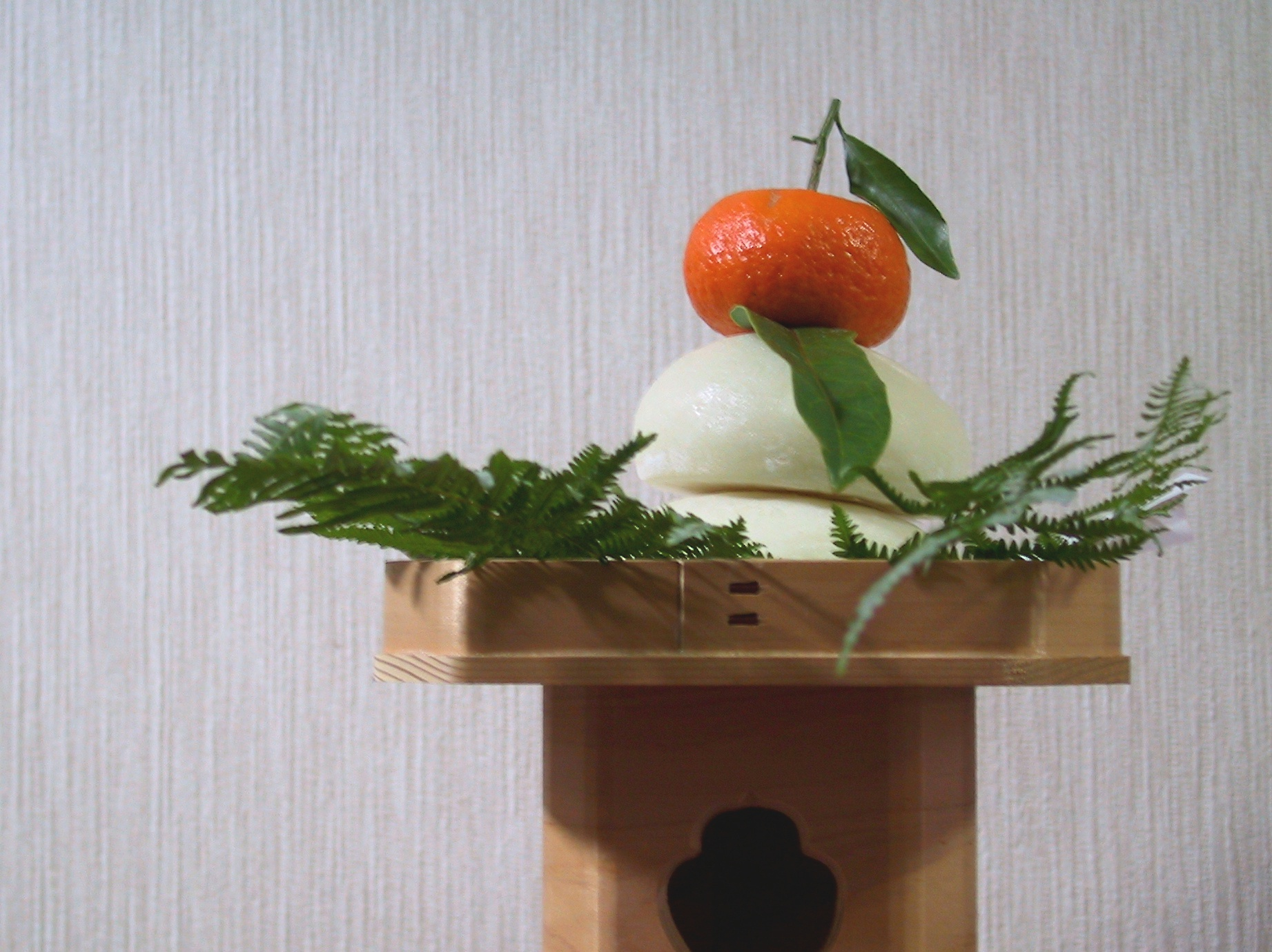
有代代橙作裝飾的鏡餅

代代橙主要有兩個品種：カブス（卡布蘇）和回青橙，後者在日本結出的果實比前者小 。果實很苦，通常不食用，但其乾燥的果皮被用於日本漢方醫學。幼果的乾燥果皮在漢方醫學稱為「枳實」，用作健胃劑、祛痰劑以及瀉藥。成熟的大果皮在漢方稱為「橙皮」，可用作藥物作為芳香的健胃劑和祛痰劑。
在日本，成熟的果實會於 12 月左右被採集，用於新年裝飾，如放在鏡餅（一疊兩到三個圓形和扁平的麻糬）上和注連繩旁，作為家庭世代相傳的象徵。此傳統據信可以追溯到江戶時代。 此外，其汁還可用作醋、烹飪和藥用。
果實含有精油（主要是檸檬烯）、糖、檸檬酸、蘋果酸、橙皮苷和柚皮苷等黃酮類化合物，以及維生素A、B群和C。 果皮含有由檸檬烯和檸檬醛組成的精油、糖苷、胡蘿蔔素、葉黃素、果膠、三酸甘油酯、類黃酮和維生素 A、B群和 C 。 

### 食用
由於其果肉酸味和苦味較強，不宜直接食用，因此主要被用作果醬和調味料。 未成熟的綠色果實汁液酸度強，風味好，是製作柚子醋的理想原料。

### 飲料
在北歐，代代橙被用於製作於聖誕節時飲用的熱紅酒。 瑞典熱紅酒的特點是當地人飲用前先會將葡萄乾與杏仁一起放入小玻璃杯中，再倒入熱紅酒。 

### 藥用
代代橙精油具有健胃作用，可增加人體胃液的分泌，塗在皮膚上可促進血液循環。 據說精油以外的成分也具有營養和健康作用。
在民間療法中，代代橙被用作治療厭食、消化不良和胃重，將橙皮切碎、研磨、粉末化，每次飯後服1至2克。 將新鮮果汁塗在皮膚的裂縫和皸裂處效果很好，據說提前將其擦到皮膚上亦有助於預防皸裂。

### 種植
代代橙具有較強的耐寒性。因此以代代橙為砧木嫁接其他較不耐寒的柑橘樹後，就可以在寒冷地區種植其他耐寒能力較差的柑橘樹。

## 文化層面
「代代」這個名字的本義是“幾代”，樹上的果子如果不採摘的話會停留數年；因此，一棵樹上的果子可能是不同季節或年份結出的。
在大坂冬之陣博勞淵之戰中，德川軍進攻時，由於博勞淵守將薄田兼相留在遊廓，並不在場，守將平子主膳見大軍殺到就下令撤軍，所以德川軍不費一兵一卒就將博勞淵攻陷。薄田兼相因此顯得相當失態，與大野治胤同樣被譏為「橙武者」（代代橙在日本新年中因為酸味很重而被當作裝飾，有中看不中用的意思）。

## 外部連結
- 岡山理科大学総合情報学部生物地球システム学科 植物生態研究室のホームページ 植物雑学事典 ダイダイ （页面存档备份，存于）